# JFA 全日本U-12サッカー選手権大会
JFA 全日本U-12サッカー選手権大会（ジェイエフエイぜんにほんアンダートゥエルブサッカーせんしゅけんたいかい）は、日本サッカー協会第4種チームを対象としたサッカー大会である。
長らく全日本少年サッカー大会（ぜんにほんしょうねんサッカーたいかい）として開催されてきたが、2017年11月1日にJFAが発表した「JFAブランディング」の一環としてJFA主催の2018年以降全ての大会名称に "JFA" の文字を加えること、全ての育成年代の大会表記を「全日本U-○○大会」に統一すること から、現在の大会名となっている。

## 概要
「日本の将来を担う子どもたちのサッカーへの興味・関心を深め、サッカーの技術・理解を向上させると同時に、サッカーを通じて心身を鍛え、リスペクトの精神を養い、クリエイティブでたくましい人間の育成を目指す」ことなどを趣旨として、1977年創設。日本代表やJリーグなどで活躍する選手を多く輩出し、JA全農杯全国小学生選抜サッカー大会と並ぶU-12世代の2大大会と位置づけられる。最多優勝は、清水FCの8回。
2010年までは11人制で行われていたが、2011年大会から8人制に変更。2015年からは熱中症対策のため、夏休み中の開催から冬休み中の開催となり、会場も温暖な鹿児島県各地に変更されている。大会期間中では参加チームの交流を深めるため、全チームが合宿生活を送り試合以外のレクリエーション活動も展開している。

### 8人制と11人制の相違点
- 競技ピッチ:11人制では105m×68mを基準としているが、8人制は68m×50mを推奨
- 選手交代:11人制はプレーの中断時のみに交代できていたが、8人制はプレーが継続していても、ゴールキーパー以外であれば選手交代が可能である。交代要員は8人までで、一度退場した選手のリエントリーも可能。
- 審判員:11人制は審判員3人（主審1・副審2・第4審1）だが、8人制は1人制で、主審・補助審判（第4審相当）各1が必須
- PK戦（トーナメントラウンドの時）:11人制は5人が試技を行い、同点であれば6人目以後サドンデスとなるが、8人制は3人が試技し、同点の場合は4人目以後サドンデスとなる。

## 大会スポンサー
- 後援　スポーツ庁、日本テレビ放送網、報知新聞社（スポーツ報知）、鹿児島県、鹿児島市など開催市町村、並びに県・開催市町村教育委員会、鹿児島県スポーツ協会
- U-12トップパートナー　YKK、花王（ビオレ）、日清オイリオグループ、ゼビオ、日本マクドナルド
- U-12カテゴリーパートナー　全日本空輸（ANA）、クレディセゾン、TENTIAL
- 協力　モルテン

## 会場
- 1977年 - 2000年：ヴェルディグラウンド（よみうりランド内。東京都稲城市）
- 2001年 - 2004年：味の素スタジアム（東京都調布市）、ヴェルディグラウンド
- 2005年 - 2010年：国立西が丘サッカー場（東京都北区）、J-ヴィレッジ（福島県双葉郡）
- 2011年 - 2014年：愛鷹広域公園多目的競技場（静岡県沼津市）、時之栖スポーツセンター裾野グラウンド（静岡県裾野市）
- 2015年 - ：鹿児島県立鴨池陸上競技場、鹿児島ふれあいスポーツランド、鹿児島県立サッカー・ラグビー場（以上鹿児島県鹿児島市）

## 開催方式
各都道府県代表1チーム（前年度優勝都道府県のみ2チーム）の48チームが全国大会に出場。
- 2010年大会は口蹄疫の影響により宮崎県大会が中止、47チームにて開催。

以下は2018年大会の要項に基づく。

### 1次ラウンド[6]
- 参加48チームを4チームずつ12グループに分け1次ラウンドを実施。各組1位チーム（12チーム）と、各組2位のうち成績上位の4チーム、合計16チームが決勝ラウンドに進出する。
- 試合時間は40分（前後半20分、ハーフタイム10分）。延長戦は行わない。
- 勝ち点制（勝ち3、引き分け1、負け0）とし、勝ち点が同じ場合得失点差、総得点、当該チームの直接対決の成績、抽選の順番で決定する。2位同士を比較する場合も勝ち点、得失点差、総得点で比較する。

### 決勝ラウンド[7]
- 試合時間は40分。同点の場合、以下の方法で勝者を決定する。
  - ラウンド16・準々決勝においては延長戦を行わずPK戦を行う。
  - 準決勝および決勝では前後半5分ずつの延長戦を行い、それでも決しない場合PK戦で勝者を決める。
- 3位決定戦は行わない。（1996年までは3位決定戦が開催された）

なお、2014年の第38回大会までは、1次ラウンドの各組の上位2チーム（合計24チーム）による「2次ラウンド」を開催しており、2次ラウンドでは3チームずつ8組に分かれてリーグ戦を行い、各組1位の8チームが決勝ラウンドに進出していた。また、1次ラウンドで敗退した24チームは、「ドリームリーグ」として8組に分かれてのリーグ戦を行い、各組1位のチームによるトーナメント戦を実施する形となっていた。

## 表彰
- 優勝
内閣総理大臣杯並びに賞状、協会表彰状、JFA杯、読売新聞優勝旗並びにアルゼンチン共和国杯、鹿児島市長杯を授与
- 準優勝
文部科学大臣賞状、協会表彰状とトロフィーを授与
- フェアプレー賞
本大会で上位進出をはたし、チームとしての力量もあり、試合中のプレーにフェアな感じが自然に出ており、かつ実際に反則数が少なく他の模範となるチーム。

## 結果
| 回 | 年度   | 優勝                                          | 結果           | 準優勝                                      | 3位（ベスト4）                                                            | 4位（ベスト4）                      |
| -- | ------ | --------------------------------------------- | -------------- | ------------------------------------------- | ------------------------------------------------------------------------- | ----------------------------------- |
| 1  | 1977年 | 与野下落合SSS（埼玉県） 清水FC（静岡県）      | 4-4            | （両校優勝）                                | 粟野（栃木県）                                                            | 日詰（岩手県）                      |
| 2  | 1978年 | 清水FC（静岡県）                              | 3-2            | FC町田（東京都）                            | 広島FC（広島県）                                                          | 山口SC（山口県）                    |
| 3  | 1979年 | FC甲府イレブン（山梨県）                      | 2-0            | 清水FC（静岡県）                            | 山口SC（山口県）                                                          | 五戸すずかけ（青森県）              |
| 4  | 1980年 | 船橋FC（千葉県） 四日市SS（三重県）           | 4-4            | （両校優勝）                                | FC浦和（埼玉県）                                                          | 足利相生FC（栃木県）                |
| 5  | 1981年 | FC町田（東京都）                              | 3-2            | 古河SSS（茨城県）                           | FC浦和（埼玉県） 清水FC（静岡県）                                         |                                     |
| 6  | 1982年 | 清水FC（静岡県）                              | 3-2            | FC町田（東京都）                            | FC浦和（埼玉県）                                                          | 富士見丘（東京都）                  |
| 7  | 1983年 | 清水FC（静岡県）                              | 4-1            | 山口SC（山口県）                            | 高槻松原SC（大阪府）                                                      | 若松（福岡県）                      |
| 8  | 1984年 | 太田南小SSS（群馬県）                         | 1-0            | 多比良SSS（長崎県）                         | 町田SSS（東京都）                                                         | 市川FC（千葉県）                    |
| 9  | 1985年 | 清水FC（静岡県） FC浦和（埼玉県）             | 1-1            | （両校優勝）                                | 高槻松原SC（大阪府）                                                      | 厚木ゴールプランダーズ （神奈川県） |
| 10 | 1986年 | 清水FC（静岡県） FC邑楽（群馬県）             | 4-4            | （両校優勝）                                | 船橋FC（千葉県）                                                          | 日立SSS（茨城県）                   |
| 11 | 1987年 | 清水FC（静岡県）                              | 3-0            | 藤枝FC（静岡県）                            | 日立SSS（茨城県）                                                         | FC東松山（埼玉県）                  |
| 12 | 1988年 | 読売SC（東京都）                              | 1-0            | 清水FC（静岡県）                            | 厚木ゴールプランダーズ （神奈川県）                                       | 日立SSS（茨城県）                   |
| 13 | 1989年 | FC浦和（埼玉県）                              | 2-1 （再延長） | FC中津（大分県）                            | 千葉北FC（千葉県）                                                        | 松山SS（愛媛県）                    |
| 14 | 1990年 | 城陽SCS（京都府）                             | 3-1            | 高槻FC（大阪府）                            | 三吉（山梨県）                                                            | 大安寺西（奈良県）                  |
| 15 | 1991年 | 下都賀ジュリアンズ （栃木県）                 | 1-0 （延長）   | 高陽FC（広島県）                            | FC浦和（埼玉県）                                                          | 蒲町（宮城県）                      |
| 16 | 1992年 | 清水FC（静岡県）                              | 6-1            | 下都賀ジュリアンズ （栃木県）               | 市川FC（千葉県） 国見少年SC（長崎県）                                     | -                                   |
| 17 | 1993年 | 浜松JFC（静岡県）                             | 1-0            | 清水FC（静岡県）                            | FC邑楽（群馬県）                                                          | 四日市SS（三重県）                  |
| 18 | 1994年 | 刈谷第一FC（愛知県）                          | 2-1            | 宇都宮ジュニアFC （栃木県）                 | 清水FC（静岡県）                                                          | 光明台（大阪府）                    |
| 19 | 1995年 | 柏レイソルU-12 （千葉県）                     | 2-1 （延長）   | 愛知FC（愛知県）                            | FC大宮（埼玉県）                                                          | 府ロクSC（東京都）                  |
| 20 | 1996年 | 新座片山FC（埼玉県）                          | 1-0            | 境川FC（大分県）                            | 柏レイソルU-12 （千葉県）                                                 | FC邑楽（群馬県）                    |
| 21 | 1997年 | 柏レイソルU-12 （千葉県）                     | 1-0            | FC邑楽（群馬県）                            | 浜松JFC（静岡県） M・C・U（奈良県）                                       | -                                   |
| 22 | 1998年 | 浜松JFC（静岡県） 小倉南FCジュニア （福岡県） | 0-0            | （両校優勝）                                | 明治北SSC（大分県） FC邑楽（群馬県）                                      | -                                   |
| 23 | 1999年 | ヴェルディジュニア （東京都）                 | 3-0            | 柏レイソルU-12 （千葉県）                   | 札幌FC（北海道） 清水FC（静岡県）                                         | -                                   |
| 24 | 2000年 | 浜松JFC（静岡県）                             | 2-0            | 札幌FC（北海道）                            | 江南南SS（埼玉県） 愛知FC（愛知県）                                       | -                                   |
| 25 | 2001年 | 静岡FC（静岡県）                              | 2-0            | 柏レイソルU-12 （千葉県）                   | 明治北SSC（大分県） ヴェルディジュニア（東京都）                          | -                                   |
| 26 | 2002年 | FC浦和（埼玉県）                              | 2-0            | FC中津1981（大分県）                        | JFCファイターズ（栃木県） 柏レイソルU-12（千葉県）                        | -                                   |
| 27 | 2003年 | 江南南SS（埼玉県）                            | 2-1 （再延長） | 富山北FCジュニア （富山県）                 | 愛知FC（愛知県） 帯広FC（北海道）                                         | -                                   |
| 28 | 2004年 | 横浜F・マリノス プライマリー（神奈川県）      | 2-1            | 柏レイソルU-12 （千葉県）                   | ヴェルディジュニア（東京都） 愛知FC（愛知県）                             | -                                   |
| 29 | 2005年 | 横浜F・マリノス プライマリー（神奈川県）      | 2-0            | JFCファイターズ（栃木県）                   | ヴェルディジュニア（東京都） 清水FC（静岡県）                             | -                                   |
| 30 | 2006年 | 横浜F・マリノス プライマリー（神奈川県）      | 1-0            | FC浦和（埼玉県）                            | ヴェルディジュニア（東京都） 横浜F・マリノスプライマリー 追浜（神奈川県） | -                                   |
| 31 | 2007年 | 東京ヴェルディ1969 ジュニア（東京都）         | 2-0 （延長）   | 鹿島アントラーズ ジュニア（茨城県）         | 熊本ユナイテッドSC（熊本県） 横浜F・マリノスプライマリー 追浜（神奈川県） | -                                   |
| 32 | 2008年 | FC浦和（埼玉県）                              | 2-1            | 名古屋グランパスU-12 （愛知県）             | 柏レイソルU-12（千葉県） 水原サッカー少年団（新潟県）                     | -                                   |
| 33 | 2009年 | 名古屋グランパスU-12 （愛知県）               | 2-0            | 新座片山FC（埼玉県）                        | 川崎フロンターレU-12（神奈川） 横河武蔵野FCジュニア（東京都）             | -                                   |
| 34 | 2010年 | バディーSC（神奈川）                          | 2-0            | ディアブロッサ高田FC （奈良県）             | EXPO90FC Jr（大阪府） 柏レイソルU-12（千葉県）                            | -                                   |
| 35 | 2011年 | 柏レイソルU-12 （千葉県）                     | 5-2 （延長）   | 名古屋グランパスU-12 （愛知県）             | ディアブロッサ高田FC（奈良県） 大宮アルディージャU-12 （埼玉県）          | -                                   |
| 36 | 2012年 | 新座片山FC（埼玉県）                          | 3-0            | 柏レイソルU-12 （千葉県）                   | バディーSC（神奈川県） 名古屋グランパスU-12（愛知県）                     | -                                   |
| 37 | 2013年 | 鹿島アントラーズ ジュニア（茨城県）           | 2-0            | 名古屋グランパスU-12 （愛知県）             | ソレッソ熊本U-12（熊本県） 大山田サッカースポーツ少年団（三重県）         | -                                   |
| 38 | 2014年 | セレッソ大阪U-12 （大阪府）                   | 1-1 （PK2-1）  | 柏レイソルU-12 （千葉県）                   | 横河武蔵野FC（東京都） レジスタFC（埼玉県）                               | -                                   |
| 39 | 2015年 | レジスタFC （埼玉県）                         | 2-0            | 鹿島アントラーズ ジュニア（茨城県）         | 兵庫フットボールクラブ（兵庫県） 符津SS（石川県）                         | -                                   |
| 40 | 2016年 | センアーノ神戸 （兵庫県）                     | 2-1            | 横浜F・マリノス プライマリー（神奈川県）    | 府中新町FC（東京都） ディアブロッサ高田FC（奈良県）                       | -                                   |
| 41 | 2017年 | セレッソ大阪U-12 （大阪府）                   | 2-1            | 北海道コンサドーレ 札幌U-12（北海道）       | サンフレッチェ広島ジュニア（広島県） 大宮アルディージャジュニア（埼玉県） | -                                   |
| 42 | 2018年 | 川崎フロンターレU-12 （神奈川県）             | 2-2 （PK4-3）  | 大阪市ジュネッスFC （大阪府2）              | ソレッソ熊本（熊本県） アビスパ福岡U-12（福岡県）                         | -                                   |
| 43 | 2019年 | バディーSC （神奈川県2）                      | 3-1            | 柏レイソルU-12 （千葉県）                   | センアーノ神戸（兵庫県） ベガルタ仙台U-12（宮城県）                       | -                                   |
| 44 | 2020年 | FCトリアネーロ町田 （東京都）                 | 1-1 （PK3-1）  | ジェフユナイテッド市原・千葉U-12 （千葉県） | ガンバ大阪門真ジュニア（大阪府） 横浜F・マリノスプライマリー（神奈川県2） | -                                   |
| 45 | 2021年 | レジスタFC （埼玉県）                         | 3-0            | 鹿島アントラーズ ジュニア（茨城県）         | 横河武蔵野FC（東京都） 菟道SSS（京都府）                                  | -                                   |
| 46 | 2022年 | レジスタFC （埼玉県）                         | 2-0            | 柏レイソルU-12 （千葉県）                   | 高部JFC（静岡県） アッズーロ（滋賀県）                                    | -                                   |
| 47 | 2023年 | ソレッソ熊本 （熊本県）                       | 1-0            | FCアロンザ （愛知県）                       | FCリバース（愛媛県） デサフィオC.F（香川県）                              | -                                   |
| 48 | 2024年 | 東京ヴェルディジュニア （東京）               | 3-2            | バディーSC （神奈川）                       | サガン鳥栖（佐賀県） エクセレントフィートFC（埼玉県）                     | -                                   |

## 放送
TV放送は日本テレビが制作・番組送信し、決勝は日本テレビ系列30局に沖縄テレビを加えた31局およびTVerで録画放送している（同時ネット局は10:30 - 11:25に放送）。JFATVでは決勝を除く一部試合を生中継で配信。
- 2010年大会は前述の理由で県大会が中止になった宮崎県のテレビ宮崎でも決勝戦は同時ネットした。
- 2014年大会までは準決勝ハイライトを金曜、土曜の決勝はいずれも55分のダイジェストで放送されていた。ただし長崎原爆の日が該当する九州各県のNNS系列局および沖縄テレビは長崎平和祈念式典中継のため時差ネットされていた。

## 応援サポーター
- 第43回（2019年度）：結木滉星[9]
- 第44回（2020年度）：井上祐貴[10]
- 第45回（2021年度）：綱啓永[11] [注 1]
- 第46回（2022年度）：樋口幸平[13]
- 第47回（2023年度）：神尾楓珠[14]